# János Fazekás

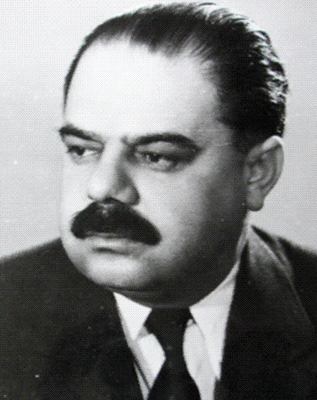
János Fazekás

János Fazekás (* 15. Februar 1926 in Lupeni, Kreis Hunedoara; † 6. März 2004 in Budapest) war ein rumänischer Politiker der Rumänischen Arbeiterpartei PMR (Partidul Muncitoresc Român) und ab 1965 PCR (Partidul Comunist Român), der unter anderem zwischen 1954 und 1965 Mitglied des Sekretariats des Zentralkomitees (ZK), von 1967 bis 1974 Mitglied des Exekutivkomitees des ZK sowie zwischen 1974 und 1982 Mitglied des Politischen Exekutivkomitees des ZK war.
Fazekás war ferner zwischen 1965 und 1982 Vize-Ministerpräsident und bekleidete ferner mehrere Ministerämter.

## Leben

### Parteifunktionär, Minister und Vize-Ministerpräsident
János Fazekás, der zur Minderheit der Magyaren in Rumänien gehörte, arbeitete nach dem Schulbesuch von 1938 bis 1941 in einer Tischlerei in Odorhei und besuchte danach zwischen 1941 und 1947 das dortige Gymnasium und die Normalschule. Daneben war er Sekretär der dortigen Union junger Kommunisten UTCdR (Uniunea Tineretului Comunist din România) und trat im Februar 1945 der damaligen Kommunistischen Partei PCR (Partidul Comunist din România) als Mitglied bei. Er war daraufhin als Regionalinstrukteur der Partei sowie anschließend von 1947 bis 1948 als Instrukteur des ZK tätig und zugleich Mitglied des ZK der Fortschrittlichen Jugend (Tineretului Progresist).
Nachdem er 1948 die Ungarische Schule des ZK besucht hatte, wurde Fazakás Instrukteur des ZK der Union der Arbeiterjugend UTM (Uniunea Tineretului Muncitor) und war danach vom 22. März 1948 bis 1954 Mitglied des ZK der UTM. 1952 wurde Fazekás erstmals Mitglied der Großen Nationalversammlung (Marea Adunare Națională) und vertrat in dieser bis 1957 zunächst den Wahlkreis Odorhei, von 1957 bis 1961 den Wahlkreis Târgu Mureș, von 1961 bis 1969 den Wahlkreis Turda, zwischen 1969 und 1980 den Wahlkreis Miercurea Ciuc sowie zuletzt von 1980 bis 1985 den Wahlkreis Oradea-Est Nr. 2. Er wurde auf dem Plenum des ZK der PMR am 20. April 1954 Mitglied des ZK der PMR und gehörte diesem Gremium mehr als dreißig Jahre lang bis zum 22. November 1984 an.
Gleichzeitig wurde er am 19. April 1954 auch Mitglied des ZK-Sekretariats der PMR und bekleidete diese Funktion bis zum 22. März 1965. Innerhalb des ZK-Sekretariats war er zwischen dem 7. Oktober 1955 und dem 16. Januar 1956 verantwortlich für die Abteilungen Bauwesen, Konsumgüter, Schulen und Parteihaushalte im ZK er PMR, der UTM sowie die Politische Abteilung des Ministeriums für Bauwesen. Am 16. Januar 1956 übernahm er innerhalb des ZK-Sekretariats die Zuständigkeit für die ZK-Abteilungen Bauwesen und Konsumgüter sowie die Kommission für die Verstaatlichung.
Am 25. März 1961 übernahm Fazekás das Amt des Ministers für Lebensmittelindustrie (Ministrul Industriei Alimentare) und bekleidete dieses Amt bis zum 20. August 1965.  Nachdem er vom 22. März 1965 bis zum 1. Dezember 1967 Kandidat war, wurde er am 1. Dezember 1967 Mitglied des Exekutivkomitees des ZK der PCR und übte dieses Amt bis zum 28. November 1974 aus. Er war ferner vom 21. August 1965 bis zum 22. März 1975 Vizepräsident des Ministerrates (Vicepreședinte al Consiliului de Miniștri) sowie zwischen dem 22. März 1974 und dem 21. Mai 1980 Minister für Binnenhandel (Ministrul Comerțului Interior). Er bekleidete vom 22. März 1975 bis zum 21. Mai 1982 die Funktion des Vize-Ministerpräsidenten (Viceprim-Ministru al Guvernului) und war zudem zwischen dem 14. Mai 1975 und dem 29. März 1980 Mitglied des Exekutivbüros der Regierung.
Auf dem Elften Parteitag der PCR vom 24. bis 27. November 1974 wurde FazekásMitglied des Politischen Exekutivkomitees des ZK und blieb Mitglied des Gremiums bis zum 21. Mai 1982. Am 27. März wurde er außerdem Mitglied des Büros der Kommission für Fragen der Organisation von Partei, Staat, Massen- und Nichtregierungsorganisationen beim ZK der PCR. Zuletzt war er zwischen dem 28. April 1980 und dem 21. Mai 1982 Präsident des Rates zur Koordinierung der Produktion von Massenkonsumgüter.

### Ehrungen und Auszeichnungen
Für seine langjährigen Verdienste wurde Fazekás mehrfach ausgezeichnet und erhielt unter anderem 1948 den Orden der Arbeit Dritter Klasse (Ordinul Muncii), 1958 den Orden zur Verteidigung des Vaterlandes Zweiter Klasse (Apărarea Patriei), 1959 den Orden 23. August Vierter Klasse (Ordinul 23. August), 1964 den Orden der Arbeit Erster Klasse, 1966 den Orden Tudor Vladimirescu Zweiter Klasse (Ordinul Tudor Vladimirescu), 1971 den Titel Held der sozialistischen Arbeit (Erou al Muncii Socialiste), 1971 die Goldene Medaille „Sichel und Hammer“ (Medalia de aur secera si ciocanul), 1974 den Orden 23. August Zweiter Klasse sowie 1976 den Orden 23. August Erster Klasse.

## Veröffentlichung
- Partidul Comunist Roman. Luptător consecvent pentru frăția și prietenia, pentru egalitatea social și naþională a fiilor patriei: studii și articole, Editura Politică, Bukarest 1980